# Catedral de Canarias
La Santa Iglesia Catedral-Basílica de Canarias o Catedral-Basílica de Santa Ana es una catedral, sede de la Diócesis de Canarias de la Iglesia católica, que está ubicada en el casco histórico de la ciudad de Las Palmas de Gran Canaria, en el barrio de Vegueta, junto a la Plaza Mayor de Santa Ana.
Cada 26 de noviembre se celebra la fiesta de la dedicación de esta catedral. Está considerada como el monumento más importante de la arquitectura religiosa canaria.

## Historia

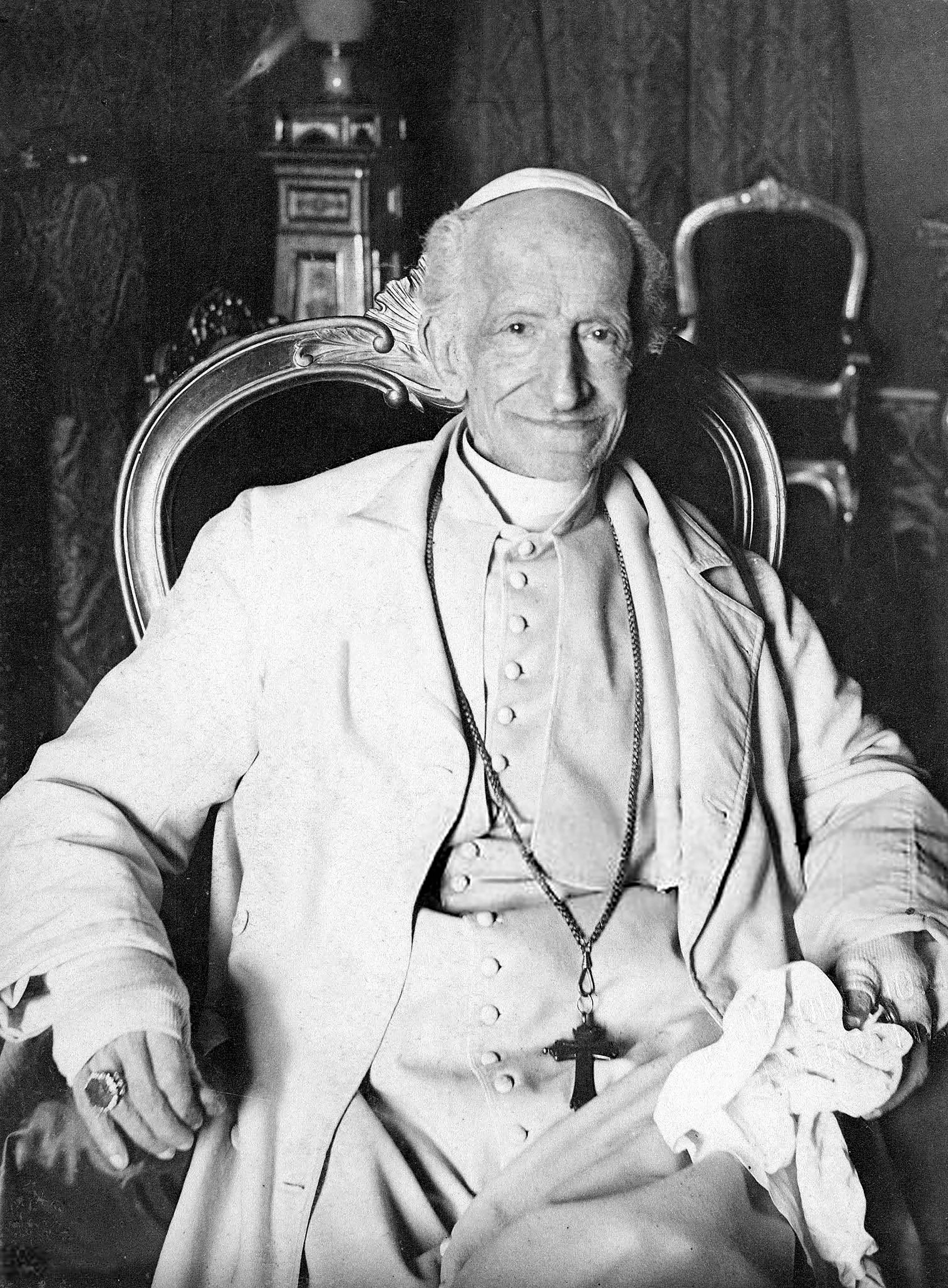
León XIII, quien la declaró Basilicae Canariensis "Ad perpetuam rei memoriam"

El día 20 de abril de 1478, los Reyes Católicos manifiestan su deseo de construir una iglesia catedral en Gran Canaria para dar cumplimiento al mandato del Papa, mandato que proviene de la solicitud de Fernando Calvetos a Eugenio IV en el año 1435 para que el Obispo de Rubicón pasara a la isla de Gran Canaria.
Empezó a construirse hacia 1497 por mandato de los mismos Reyes; sin embargo, por falta de fondos se tuvieron que paralizar las obras en 1570. La larga historia del templo hace que en él se combinen estilos tan distintos como el Gótico tardío de su interior y el Neoclásico del exterior. Su fachada es el elemento más característico. El siglo XVII y la primera mitad del siguiente suponen un largo paréntesis, hasta que llega a Gran Canaria el racionero tinerfeño Diego Nicolás Eduardo, quien había aprendido los rudimentos de la arquitectura a su paso por Granada y Segovia. Decide entonces este religioso continuar el edificio. En vez de acudir a las pautas neoclásicas, imperantes hasta entonces, realiza la ampliación hasta la cabecera actual siguiendo las estructuras góticas, para mantener así la uniformidad de la obra.[cita requerida]
La catedral tuvo dos grandes fases constructivas, una desde el año 1497 hasta 1570 y la otra desde 1781 hasta la actualidad.[cita requerida]
Desde su construcción hasta principios del siglo xix, Santa Ana fue la única catedral de las Islas Canarias ya que en 1819 se crea la Diócesis de San Cristóbal de La Laguna con jurisdicción para las islas de Tenerife, La Palma, La Gomera y El Hierro y con sede episcopal en la Catedral de San Cristóbal de La Laguna en la isla de Tenerife.
En 1974, la catedral de santa Ana fue declarada monumento histórico-artístico de carácter nacional.
Permaneció cerrada al culto debido a una restauración desde 1996 hasta 1998. Durante este tiempo la sede provisional de la catedral fue trasladada a la cercana iglesia de los Jesuitas, dedicada a san Francisco de Borja.
En su interior alberga varias obras de arte, entre las que habría que destacar el Cristo de Luján Pérez, que preside la sala capitular, así como la talla de la Dolorosa de Luján Pérez. En el Museo Diocesano de Arte Sacro de Las Palmas de Gran Canaria, instalado en una de las salas que dan al patio de los naranjos, pueden contemplarse parte de estas obras.
En la trasera de la catedral, entre la plaza del Pilar Nuevo y el callejón que lleva a la ermita de san Antonio Abad, se encuentra la casa de Colón, creada a partir de un conjunto de edificios entre los que estaba la antigua residencia del gobernador, donde se cree estuviera Cristóbal Colón durante su estancia en Gran Canaria y donde se exponen objetos relacionados con su paso por las islas, así como con la historia de la ciudad y de los pueblos conocidos hasta entonces en América.

### Precedente: el obispado del Rubicón
- El 27 de enero de 1419 es nombrado por el papa Martín V Juan Le Verrier, coadjutor del obispo fray [Mendo de Viedma], deán del Rubicón.
- El 15 de febrero de 1431, el papa Eugenio IV, autoriza a don Fernando Calvetos a reconstituir el cabildo del Rubicón.
- El 23 de marzo de 1437, Francisco de Moya, hace uso de la bula papal de Eugenio IV y nombra a fray Pedro Días de Montemayor canónigo mayor del Rubicón.

### Obispado de Canarias
El 25 de agosto de 1435 por autorización de Eugenio IV, fue trasladado el obispado del Rubicón a la isla de Gran Canaria, en el que, por mandato mandó que el templo consagrado de la diócesis de Canarias se le llamara en adelante y para siempre: "Catedral de las Yslas Canarias", como escribiera Viera y Clavijo.

### Datos históricos

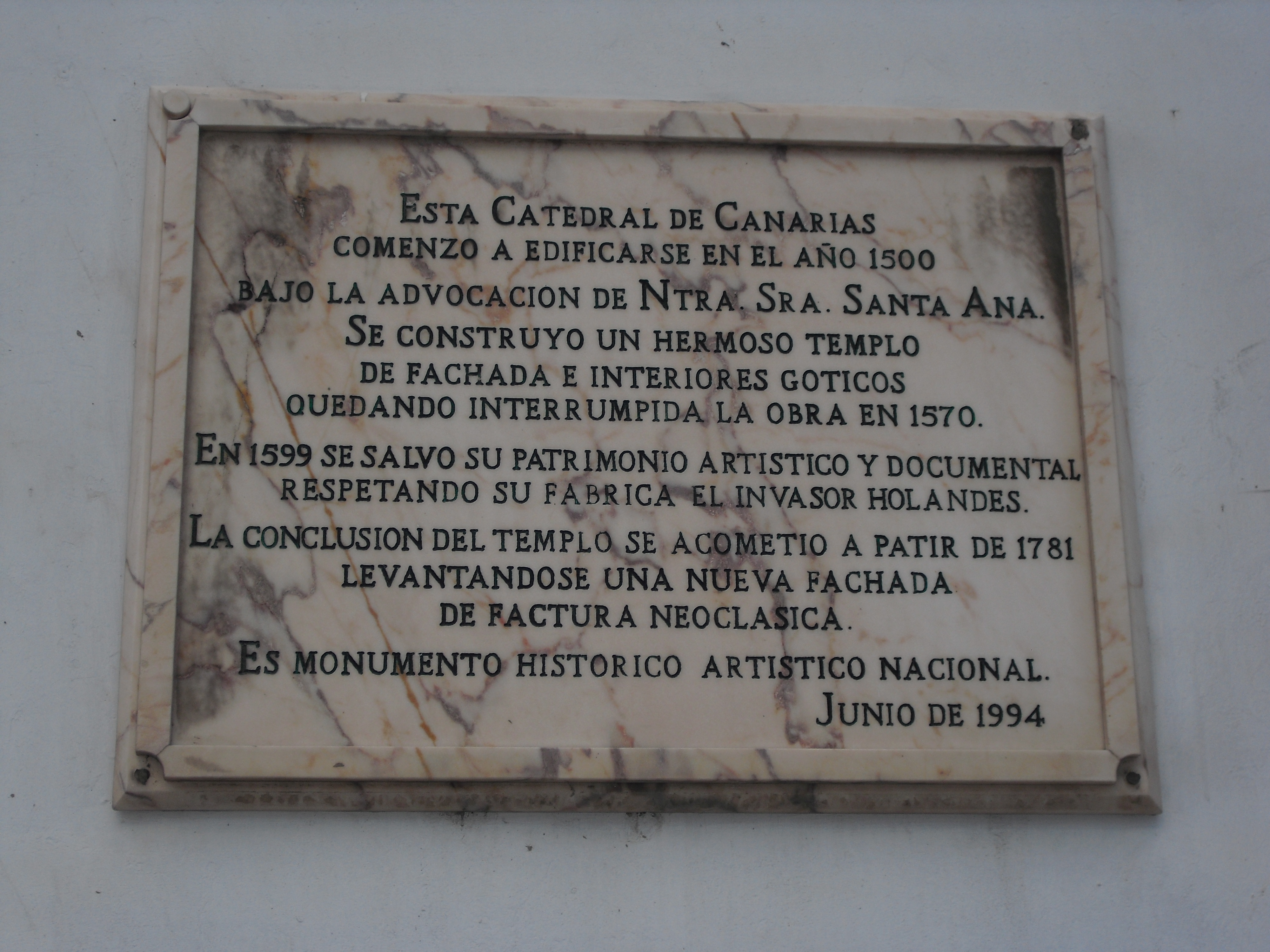
Lápida que se encuentra en el entorno de la catedral de Canarias

- Fue nombrada Basílica de Canarias (Basilicae Canariensis), por el papa León XIII "Ad perpetuam rei memoriam" en el año 1894, siendo obispo de Canarias Fray Cueto y Diez de la Maza.
- Fue agregada a la Archibasílica de San Juan de Letrán en Roma por el papa Pío IX, siendo obispo de Canarias Joaquín Lluch de Garriga, en el año 1863.
- Está declarada Monumento Histórico-Artístico Nacional.
- Este templo fue el primero en el archipiélago canario en recibir el título de basílica, en el año 1894, por bula papal de León XIII.
- El 28 de octubre de 1934, el cardenal Eugenio María Giovanni Pacelli, futuro papa Pío XII visitó la catedral.
- La patrona de la ciudad de Las Palmas de Gran Canaria es santa Ana, siendo también la patrona de la isla de Gran Canaria ya que desde la conquista de la isla se la ha tenido como patrona e intercesora,[11] conjuntamente este último con la Virgen del Pino.[12][13][14]
- En la actualidad, al ser una de las dos catedrales de las Islas Canarias, la Catedral de Santa Ana es también considerada el principal edificio de culto católico de Canarias junto a la Catedral de San Cristóbal de La Laguna en Tenerife.

## Cabildo catedral de Canarias
El cabildo catedral es un grupo de sacerdotes (canónigos), cuya función es la recitación del oficio público de la Iglesia. Está encabezado por la figura del deán; el hábito de los canónigos de esta catedral se compone de sotana negra, fajín morado, roquete con vivos carmesíes, muceta negra abierta con vueltas y botones carmesíes, y bonete negro con borla verde; en invierno sustituyen la muceta por capa coral negra con vueltas moradas, y capirote negro con forros de terciopelo rojo.
El obispo actual de la diócesis es José Mazuelos Pérez.

## Descripción de la Catedral
La fachada de la catedral es de estilo neoclásico. El edificio consta de tres naves, siendo la del centro la más ancha y las laterales, a su vez, bordeadas por doce capillas independientes.
El templo tiene planta de cruz latina con crucero no muy saliente, coronado por un cimborrio. El altar mayor está presidido por la imagen titular de la catedral y patrona de la ciudad, santa Ana, obra de José de Armas Medina, tallada en el año 1944.
El material utilizado para la construcción del edificio es la cantería azul procedente de las canteras de san Lorenzo, que se utiliza para los arcos, nervios de la cubierta y soportes, con el color gris que la caracteriza.
En las zonas donde predomina la cantería destacan sobre el fondo blanco del yeso de los muros o paños de las cubiertas. Estas son de poco espesor, realizadas con material volcánico (piedra pómez), muy porosa, ligera y de poco espesor.
El muro, realizado con mampostería, aparece articulado en dos niveles con pequeñas aberturas y ventanales sobre los arcos formeros de las capillas laterales.
Las ventanas están concebidas como huecos en el muro y no como amplios ventanales.
Se aprecian dos tipos de soportes: por un lado, columnas exentas, diez en total, que separan las naves laterales, y con forma cilíndrica. El otro grupo de soportes discontinuos lo forman la veintena de pilares adosados a los muros laterales. Son cruciformes, con capiteles corridos. Aparecen pilastras de orden clásico en el interior de las naves y columnas renacentistas, embebidas de orden corintio en la capilla de santa Teresa de Jesús.
Los arcos de las capillas laterales son apuntados. Los de las bóvedas aparecen rebajados y van perdiendo su apuntamiento gótico. Las cubiertas están realizadas con bóvedas de crucería en las naves centrales y laterales.
El cimborrio situado en el crucero y que da paso a la capilla mayor, tiene un tambor con ventanales, cúpula y linterna. Los arbotantes presentan menor desarrollo debido a que no cumplen su función de descarga en las naves laterales. Las naves son de la misma altura (planta de salón).
Los nervios de las bóvedas, con líneas semicirculares, se abren a modo de palmeras en la parte superior de los soportes.

## Capillas de la catedral

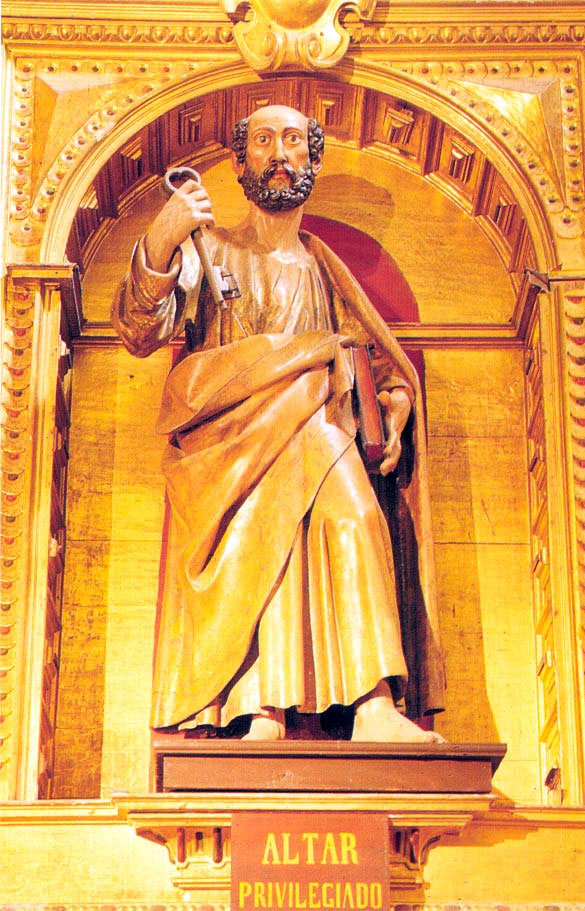
San Pedro apóstol, obra de Martín de Andújar Cantos

Actualmente la catedral cuenta con 11 capillas. Son las siguientes:

### Capilla de la Inmaculada Concepción
La capilla de la Inmaculada Concepción y de san Francisco de Paula es la primera en la nave de la Epístola conforme entramos, y fue techada el 25 de mayo de 1635. Comunica directamente con el patio de Los Naranjos por una valiosa portada de cantería.
El 7 de abril de 1649 se le concedió al canónigo Juan Fernández de Oñate el patronato de la capilla. Este puso en ella el lienzo de la Inmaculada Concepción y otro de san Francisco de Paula, que dieron nombre a la capilla.

### Capilla de san Pedro Apóstol
La capilla de san Pedro apóstol, es la segunda de la nave de la Epístola según se entra. En el año 1570, la capilla carecía de techo. Sólo tenía acabada la pared delantera con las tres restantes paredes a la altura del techo. Está presidida por la imagen del apóstol san Pedro obra del escultor Martín de Andújar y su altar ostenta el título de altar privilegiado junto al de Nuestra Señora del Carmen de la parroquia de san Agustín y el de Nuestra Señora de la Soledad de la Portería en la parroquia de san Francisco de Asís en la ciudad de Las Palmas de Gran Canaria.

### Capilla de Santa Teresa de Jesús
La capilla de santa Teresa, va después a la de san Pedro, se hizo para poner en ella la imagen de la Virgen de la Antigua que se encontraba en la iglesia baja. El 22 de diciembre de 1776, tomó posesión de la capilla Domingo Bignoni y Logman y en aquel momento sintió deseos de demostrar su devoción a santa Teresa de Jesús. Trajo desde Génova la imagen que actualmente preside el altar y también su retablo de mármol y jaspe. En esta capilla se encuentra el mausoleo de Fernando de León y Castillo.

### Capilla de los Dolores

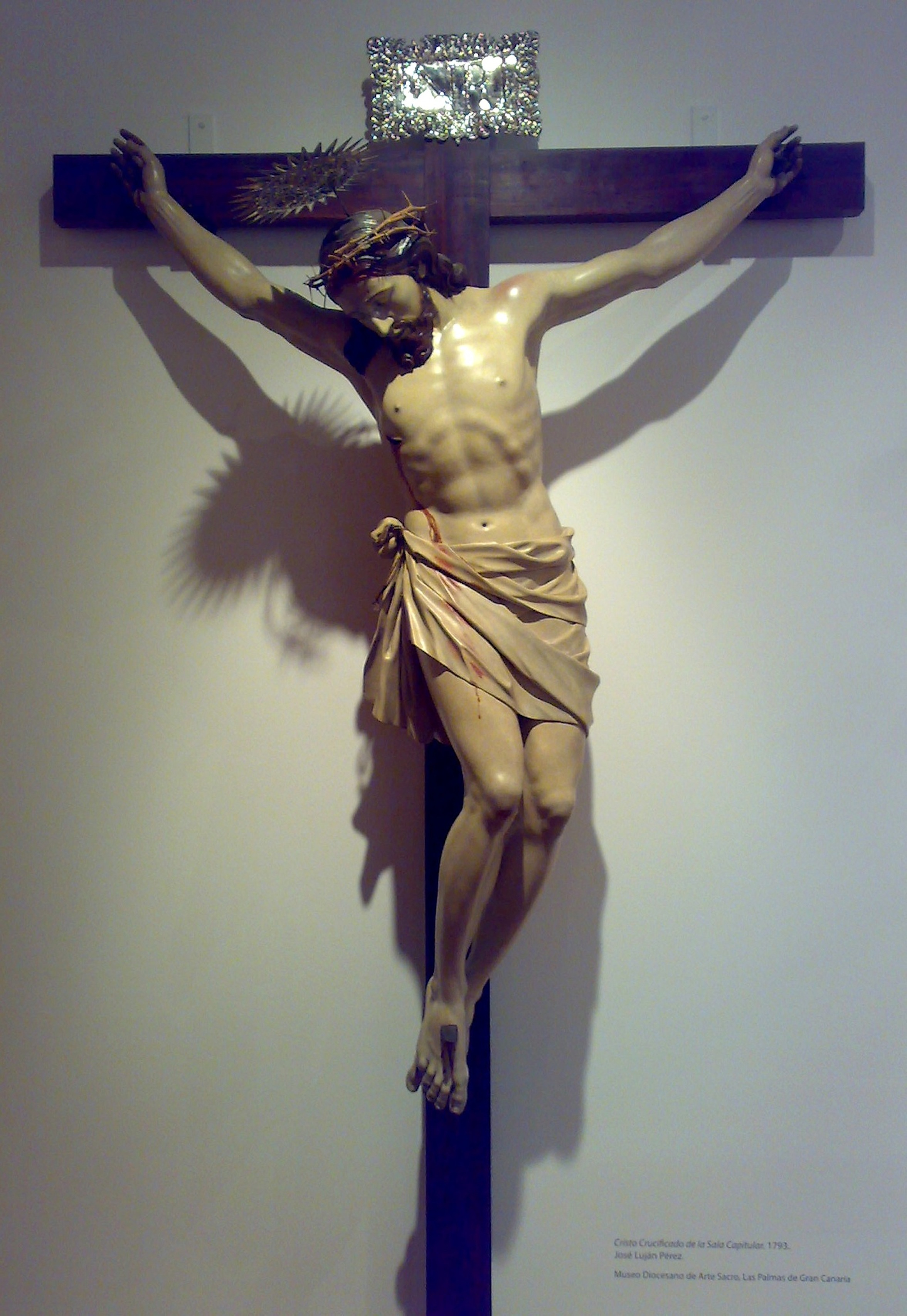
Crucificado de la Sala Capitular realizado en 1793 por el imaginero José Luján Pérez

Hoy la capilla de la Virgen Dolorosa es la que está a continuación de la de santa Teresa en la nave de la epístola, contigua a la de san José. La primera capilla dedicada a la Dolorosa estuvo en la sacristía baja de la catedral.
Destaca en la capilla actual, el retablo de estilo neoclásico labrado por Luján Pérez, lo mismo que la imagen que la preside, la Dolorosa, que da nombre a la capilla. A la derecha conforme se entra está la urna con el cuerpo incorrupto del siervo de Dios Buenaventura Codina.
La imagen de la Dolorosa la concluyó Luján Pérez el 25 de diciembre de 1803 y el entonces deán de la catedral llamado Toledo desea tenerla con decencia en casa, para colocarla luego en el retablo en que actualmente está. Desde ese año el Viernes de Dolor comenzó a ser fiesta grande en la catedral. De esta nueva capilla de la Dolorosa comenzó a salir en el año 1928, en la mañana del Viernes Santo, la "Procesión de las Mantillas" junto con el Santísimo Cristo de la Sala Capitular.

### Capilla de san José
La capilla de san José es la última capilla de la nave de la Epístola. La preside una bella imagen a tamaño natural y labrada en madera por el escultor Luján Pérez. Esta imagen de san José tiene al niño Jesús en su brazo izquierdo, mientras su mano derecha sostiene una vara de plata, completándose el conjunto con dos ángeles al pie del santo sobre una nube. En el testero de la capilla se encuentran dos lienzos, uno de san Marcial de Juan de Miranda, y en el otro lado, el lienzo de santa María Magdalena, de autor desconocido y donado por el deán Toledo. La imagen de san José es conocida popularmente como el "san José de los tres pepes" por llamarse su autor, su pintor y el comitente del encargo, José.
En esta capilla descansan los restos mortales del insigne historiador José de Viera y Clavijo, nacido en el Realejo Alto en la isla de Tenerife, bautizado en la parroquia matriz del apóstol Santiago en 1731 y fallecido en esta ciudad siendo arcediano de Fuerteventura en 1813.

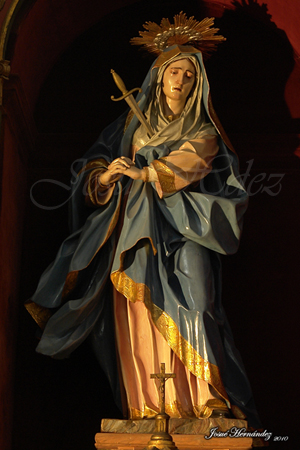
Nuestra Señora de los Dolores, de Luján Pérez realizada en 1803

### Capilla mayor
La capilla se halla sobre una escalinata de cantería azul de san Lorenzo. La Virgen del Coro preside el coro de la catedral. En la hornacina del altar mayor, sobre un pilar, se encuentra la patrona de la ciudad de Las Palmas de Gran Canaria y la titular de la catedral, santa Ana; su autor es José de Armas Medina y la talló en el año 1944.

### Capilla de la santa María de la Antigua
Se encuentra en el mismo testero de la parte del Evangelio, paralela a la capilla de san José. El retablo de esta capilla, como el de la capilla del santo Patriarca, es obra de Luján Pérez. La imagen flamenca de Nuestra Señora de la Antigua es una copia de la que se encuentra en la catedral de Sevilla.
El cabildo mandó tallar la actual imagen de la Virgen el 1 de agosto de 1810.

### Capilla del Santísimo Sacramento
La portada interior de esta capilla, como la de Los Dolores, pensada para entrar en el templo, es toda de cantería con sus pilastras jónicas de estilo neoclásico. En esta capilla está el tabernáculo de Lorenzo de Campos, un cuadro de la Inmculada Concepción y de otro de san Agustín. Luján Pérez restauró las imágenes de este retablo y talló las de san Pedro y san Pablo.

### Capilla de san Gregorio
Tanto la capilla de san Gregorio como la de san Fernando se construyeron paralelamente y son como una doble capilla con un arco de cantería al centro.

### Capilla de san Fernando
La capilla de san Fernando y la de san Gregorio fueron las primeras capillas techadas de la catedral. La capilla está presidida por la imagen de san Fernando, patrono de Sevilla y del Arma de Ingenieros (del Cuerpo General de las Armas), obra atribuida a la escultora Luisa Roldán, más conocida como La Roldana y a los lados del retablo encontramos dos lienzos, uno de la Virgen del Pino y otro de san Antonio María Claret.

### Capilla de santa Catalina
El retablo está presidido por un lienzo de santa Catalina de Alejandría del pintor sevillano Juan de Roelas. Actualmente se encuentra en esta capilla la imagen del Santísimo Cristo de la Fineza que antiguamente presidía el altar mayor de la catedral.

## La música en la catedral
La catedral de Canarias fue el primer centro de producción musical de relevancia de las islas.
Desde el siglo XVI fueron varios los maestros que pasaron por su capilla de música y que aportaron composiciones de maestros afamados como Josquin des Prés, Cristóbal de Morales, Tomás Luis de Victoria, Palestrina, etcétera, pero debido a los ataques a la ciudad por parte de los holandeses en 1599 no se conservan las composiciones de estos maestros. Sin embargo, sí se conservan un salmo polifónico del canónigo y maestro de capilla Ambrosio López y alguna obra de Bartolomé Cairasco de Figueroa, cuyo talento poético era muy reconocido. En torno a estos dos artistas se desarrolla una época dorada de la actividad musical en Canarias.
La producción de los siglos XVII, XVIII y XIX que se conserva en el archivo de la catedral de Canarias sobrepasa las dos mil piezas, en su mayoría de gran calidad artística, minuciosamente catalogada por Lola de la Torre Champsaur.
Hay que destacar la presencia en este archivo de obras de grandes músicos españoles de los siglos XVII al XVIII, como Morales, Francisco Guerrero, Alonso Lobo, Sebastián Aguilera de Heredia, Sebastián López de Velasco, Carlos Patiño, Xuárez, Antonio Rodríguez de Hita, Antonio de Literes, Sebastián Durón, José de Nebra, Luis de Misón, Juan Francés de Iribarren, Fabián García Pacheco, etc.
De los compositores extranjeros destaca la obra que se conserva del gran maestro portugués del XVII Juan Soares Rebelo, y algunas muestras manuscritas de considerable antigüedad de obras de Carl Philipp Emanuel Bach, Joseph Haydn, Giovanni Battista Sammartini, etc.
En el siglo XVIII, el valenciano Joaquín García de Antonio, sucede a Diego Durón. A partir de la segunda mitad de este siglo, es cuando se empiezan a encontrar composiciones realizadas por autores canarios entre los que pueden destacarse: Juan González Montañés, Antonio Oliva, Mateo Guerra, José Rodríguez Martín, Agustín José Betancur, José María de la Torre, Cristóbal José Millares Padrón, Tomás de Iriarte...
Desde fines del S XVIII se inicia una actividad musical ciudadana apoyada por ciertos sectores de la burguesía y por los propios músicos de la iglesia de la Concepción de La Laguna y de la catedral de santa Ana; actividad creciente que culminaría, bien entrado el siglo XIX, con la aparición en el archipiélago de las dos Sociedades Filarmónicas más antiguas de España. Este hecho ocurriría gracias a la llegada a Canarias de maestros de gran talla. Huyendo de la invasión napoleónica, procedente de la corte portuguesa, llega a Las Palmas de Gran Canaria el compositor madrileño José Palomino, quien dejó una profunda huella musical, tanto a nivel eclesiástico (responsorios de Navidad) como profano (minuetos y sonatas para piano).
Al poco tiempo llega a Gran Canaria el siciliano Benito Lentini, quien no tardó en vincularse a la catedral, para la cual compuso numerosas obras vocales e instrumentales de gran efecto y con calidades rossinianas que eclipsaron la producción de los maestros sucesores de Palomino, Joaquín Núñez y Manuel Jurado Bustamante.

## Festividades en la catedral de Canarias
Santa Ana

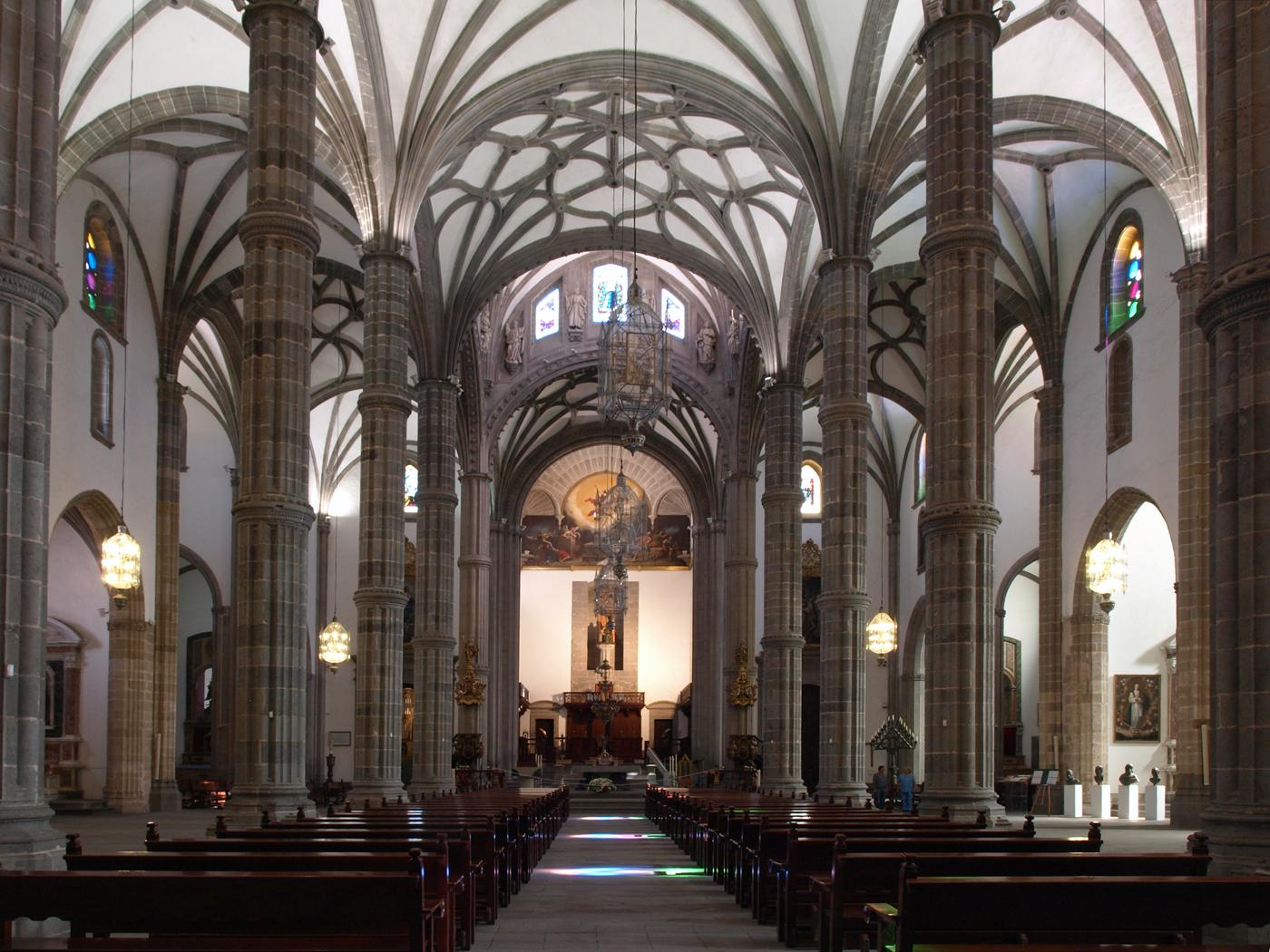
Interior de la catedral

El 26 de julio, día de Santa Ana, finalizada la misa solemne, la imagen titular salía en procesión por las calles del templo catedralicio comenzando un nuevo repique al aparecer la cruz catedralicia por el callejón de san Martín. Y si el obispo presidía la procesión el repique duraba durante todo el recorrido. Esta procesión fuera de la catedral se debe a un acuerdo del cabildo catedral el 26 de julio de 1539 en que se hace alusión al patronazgo de la santa sobre la ciudad y la isla.
Santa Ana contaba con novenario propio que se hacía nueve días antes del 26 de julio. Desde el año 2008 se celebra la festividad con una procesión claustral, es decir, dentro de la catedral, con la imagen de santa Ana, que preside el retablo de la capilla del Santísimo, obra de Lorenzo de Campos. Y en el año 2011, de forma extraordinaria, procesionó la titular de la sede, que se encuentra en el altar mayor, la santa Ana de José de Armas volviéndolo a hacer en el año 2015
La lluvia de flores de la Ascensión
Es una ceremonia típica celebrada en la catedral el día de la Ascensión del Señor. Ese domingo, finalizada la misa, se expone el Santísimo Sacramento y comienza el canto de tercias. Mientras que el Santísimo está expuesto en el altar, desde la cúpula caen miles de pétalos de flores. Terminado el canto de tercias se reserva el Santísimo. De esta ceremonia se tiene constancia desde 1649 gracias al canónigo Alonso Pacheco.
Cultos a la Virgen María en la catedral
En la catedral se dio culto a Nuestra Señora de la Antigua, a la Virgen de la O, a la Virgen del Carmen y también a Nuestra Señora de Belén. Actualmente la catedral cuenta con la capilla de Nuestra Señora de la Antigua, de la Inmaculada Concepción y de Nuestra Señora de los Dolores. Todos los sábados al terminar la misa conventual se le canta la Salve Regina a Nuestra Señora de la Antigua. El canto de la Salve se debe a un mandato del obispo Juan Frías el 22 de mayo de 1483.
El Corpus Christi
La festividad del Corpus Christi ha sido siempre la más solemne desde la conquista de las Canarias. En las vísperas del Corpus había hasta 2 procesiones clautrales con el Santísimo Sacramento. La una después de la hora nona y la otra terminado el canto de maitines. Antiguamente el Corpus contaba con octavario propio y se tiene constancia desde el año 1590. Actualmente sale en procesión el domingo de Corpus, con las calles de Vegueta engalanadas para la ocasión.
Semana Santa
En la catedral de Canarias se ha celebrado siempre la Semana Santa con gran solemnidad. El Viernes Santo procesiona desde 1928 el Santísimo Cristo de la Sala Capitular y Nuestra Señora de los Dolores, las dos obras maestras de José Luján Pérez. El recorrido es de una hora y una vez concluido se bendice a los asistentes con el Lignum Crucis en el interior de la catedral y a continuación se celebra el sermón de las 7 Palabras.

## Efemérides de la catedral de Canarias
Nuestra Señora de la Soledad de la Portería
La imagen de Nuestra Señora de la Soledad de la Portería fue coronada canónicamente por mandato del papa Juan XXIII en la catedral de Canarias por el entonces obispo Antonio Pildain y Zapiain, el 19 de marzo de 1964. En el 25 aniversario de su coronación y para clausurar el año de gracia con motivo de la citada efeméride, el 19 de marzo de 1990 su sagrada imagen es trasladada solemnemente a la catedral. En numerosas ocasiones la imagen ha sido trasladada en rogativas al templo catedralicio.
Nuestra Señora del Pino
La Virgen del Pino ha bajado en 51 ocasiones con motivos de rogativas, falta de lluvia y epidemias, también en acción de gracias. Durante estas estancias de la Virgen en el templo catedralicio, que duraban entre 15 y 20 días, la Virgen ha sido visitada por miles de fieles. Las últimas estancias de la Virgen en la catedral han sido en 2025, 2014, 2000, 1988, 1965, 1954 y 1936.
Santísimo Cristo de Telde
El Santísimo Cristo de Telde fue llevado a la catedral de Canarias para presidir los cultos del año jubilar del 2000. Su estancia en el templo catedralicio fue de 80 días, 15 de ellos estuvo acompañado por la Virgen del Pino; las dos imágenes presidieron una procesión multitudinaria que acaparó las miradas de más de 125 mil personas, según la prensa escrita de aquel tiempo. El Viernes Santo de 2000 presidió la Procesión de Las Mantillas junto con la Dolorosa de Luján Pérez.
Santiago de los Caballeros de Gáldar
En el año 1808, dio lugar la bajada de la imagen del Apóstol Santiago a la Catedral de Canarias para encontrarse con la Virgen del Pino (Patrona de la Diócesis de Canarias), cuyo fin era implorar el auxilio divino con motivo de la guerra contra los franceses (Guerra de la Independencia Española).
De tan memorable episodio y con la advertencia de Noticia curiosa, se conserva en el Archivo parroquial, Libro de Mandatos, unas notas alusivas al mismo, escritas por el entonces y diligente Beneficiado don Pedro Acosta y Ponce de León, cuyo texto encabeza la declaración de guerra que en patriótica proclama promulgara la Junta Suprema nacional a raíz de los acontecimientos desencadenados después del dos de mayo de 1808 que dice:

Habiendo la Francia, o más bien su Emperador Napoleón 1.º violado con España los pactos más sagrados, arrebatándoles sus Monarcas, obligándolos a abdicaciones y renuncias violentas y nulas, habiendo hecho con la misma violencia dar el Señorío de España, habiendo elegido y declarado para Rey de España a su hermano José Bonaparte, habiendo hecho entrar sus ejércitos en España, apoderándose de sus fortalezas y Capital y expandiéndolos en ella y habiendo cometido con los españoles todo género de asesinatos, de robos y crueldades inauditas; valiéndose para todo ésto no de las armas, sino del engaño, de la ingratitud más enorme a los servicios que la Nación Española le había hecho en la amistad en que estábamos, de la traición, de la perfidia más horrible y habiendo declarado últimamente que va a trastornar la Monarquía y sus leyes fundamentales amenazado con la ruina de Ntra Sta Religión Católica que hemos jurado y conservado los españoles desde el gran Recaredo, le declaró la Guerra la Junta Suprema nacional en nombre de Ntro Rey Fernando 7.º y de toda la Nación Española en el Real Palacio del Alcazar de Sevilla a 6 de Junio de 1808.

En ninguna ocasión es más propia que al presente la concurrencia de la imagen del Apóstol Santiago, Patrón Gral de Ntra España, para que por su intervención pidan también fervorosamente estos naturales al Dios Omnipotente con tan justos objetos. Sé que ese Pueblo lo desea y quiere que la Efigie de dicho Santo Apóstol acompañe en esta ocasión a Ntra Sra del Pino a mi Sta Iglesia y me ha parecido este pensamiento muy loable y que indica los buenos sentimientos de esos naturales en las actuales circunstancias y por lo tanto paso a Ud este oficio a fin de que sepa y lo haga entender a ese vecindario que por mi parte no tengo inconveniente, antes más bien quedo complacido de sus piadosas intenciones, que mi Cabildo piensa del mismo modo y que por consiguiente queda en libertad de ejecutar su proyecto, en cuyo caso me parece lo más cómodo, si el pueblo tuviera a bien llevar al Santo y en efecto se animara y dispusiera su marcha el viernes próximo, se haga noche en Arucas para incorporarse el sábado, en unión con el Santo Tutelar de aquel pueblo, al encuentro de la Ymagen de Ntra Sra, lo que verificará Ud con el mismo aparato y formalidades que acostumbran el Párroco de Arucas, San Lorenzo y Santa Brígida. -Ntro Sr guarde a Ud muchos años—Canaria y Julio 12 de 1808—Manuel Obispo de Canaria.
Sebastián Monzón Suárez

## Visitas de la Familia Real a la catedral
Sus Majestades los anteriores Reyes de España han visitado en varios ocasiones la catedral de Canarias; también la han visitado los Príncipes de Asturias, actualmente en la Corona española. Las visitas son las siguientes:
- Los reyes de España, Juan Carlos I y Sofía, visitaron la catedral el 21 de noviembre de 2005.[21]
- El domingo 26 de noviembre de 2006, sus Majestades los Reyes acudieron a la misa presidida por el obispo Francisco Cases Andreu, visitando también el edificio del obispado, lugar en el que se albergó Alfonso XIII durante su estancia en Las Palmas de Gran Canaria.[22]
- Sus Altezas Reales los Príncipes de Asturias, cuando tenían tal condición el 17 de septiembre de 2008, asistieron al funeral por las víctimas del accidente aéreo ocurrido en Barajas el 20 de agosto de 2008. El funeral estuvo presidido por el obispo de la diócesis de Canarias, Francisco Cases Andreu.[23]

## ExposiciónLa Huella y la Sendaen la catedral de Canarias
Con motivo de los 600 años de la creación de la diócesis de Canarias y el V centenario de la catedral de Canarias, la diócesis organizó una exposición llamada La huella y la senda; la muestra fue inaugurada por el nuncio apostólico en España, Manuel Monteiro de Castro, el viernes 30 de enero, y permaneció abierta al público hasta el 30 de mayo de 2004.